# Terry Haass

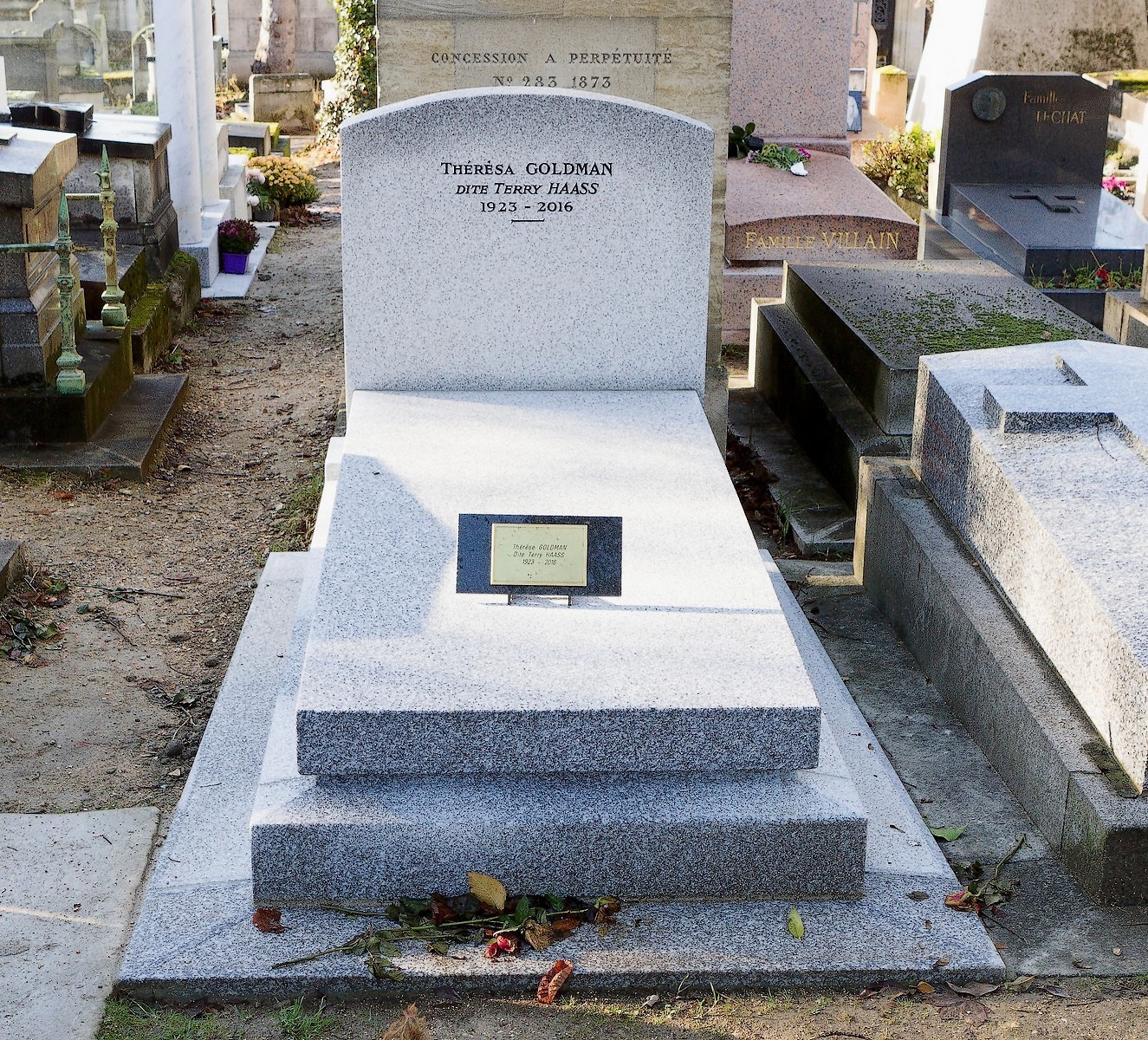
Das Grab von Terry Haass (geborene Thérésa Goldman) auf dem Père Lachaise.

 Terry Haass, eigentlich: Tereza Haass, tschechisch auch Haassová (* 17. November 1923 in Český Těšín, Tschechoslowakei; † 1. März 2016 in Paris) ist eine französische Malerin und Grafikerin tschechischer Abstammung.

## Leben
Terry Haass floh als Jüdin mit ihrer Familie vor der deutschen Besetzung der Tschechoslowakei im Jahr 1938 in die USA. 1941 erhielt sie ein Stipendium für ein Studium an der „Art Students League“ in New York. Sie lernte Albert Einstein kennen. Nach dem Krieg zog sie nach Paris. Sie erlernte die grafischen Techniken an der Schule La Courière und traf dort Pablo Picasso. Ihre abstrakte Malerei und ihre grafischen Arbeiten erregten internationale Aufmerksamkeit. Sie arbeitete mit den grafischen Verfahren Aquatinta und verwendete Siliziumkarbid.
Terry Haass nahm an archäologischen Expeditionen nach Afghanistan und Israel teil. Im Jahr 1959 war sie Teilnehmerin an der documenta 2 in Kassel in der Abteilung Graphik. Sie verwendet die verschiedensten Materialien in ihren Arbeiten, wie Metall, Plexiglas und anderes. Ihr Ziel ist die künstlerische Vereinigung der drei Elemente: Licht, Erde und Raum.
Erst in den 1990er Jahren kehrte sie zum ersten Mal in ihre Heimat Tschechien zurück. Im Jahr 2006 wurde eine große Retrospektive ihrer Kunst in Olmütz veranstaltet, einer Stadt ihres Studiums. Terry Haass lebte in Paris und New York City.